# Rafael de Jesús Ramírez
Rafael de Jesús Ramírez  	(Guadalajara, Jalisco México, 4 de noviembre de 1992) es un ex  futbolista mexicano. Juega en la posición de portero y actualmente no tiene club.

## Trayectoria

### Comienzos en Estudiantes Tecos
Rafael comenzó su carrera futbolística en la filial de Estudiantes Tecos de la Tercera División de México desde el 2008. Después se fue moviendo por las diferentes categorías de Tecos, pasando por la Sub-17, Sub-20 y la filial de Segunda División, hasta que debutó con el primer equipo en la Copa MX el 31 de julio de 2012 en el partido Estudiantes Tecos contra Monarcas Morelia.
Un año después, también debutó con el primer equipo en el torneo de liga del Ascenso MX, el 1 de noviembre de 2013 en el partido Correcaminos de la UAT contra Estudiantes Tecos, en el que jugó 20 minutos.

### Traspaso a Mineros de Zacatecas
Con la desaparición de Estudiantes Tecos convirtiéndose en los Mineros de Zacatecas, Ramírez fue traspasado junto con la mayoría de los jugadores de aquel equipo. Ya en su nuevo club, Rafael continuo jugando en la Segunda División con la filial de Mineros hasta que pasó a ser el segundo portero del primer equipo en el Apertura 2015.
En aquel torneo, pudo disputar 4 partidos en la Copa MX con el conjunto Zacatecano, y a pesar de no haber logrado clasificar a la siguiente ronda, Ramírez realizó grandes actuaciones en esos partidos, destacando en el partido Monarcas Morelia contra Mineros de Zacatecas, en el que logró realizar hasta 6 impresionantes atajadas. Sin embargo, nunca pudo ser titular con el primer equipo en el torneo de liga en ese periodo.

### Llegada al Club Pachuca
Luego de su gran actuación con Mineros en la Copa MX, Rafa fue enviado al equipo de Pachuca de la Primera División en un intercambio de Rafael Ramírez por el arquero uruguayo Sebastián Sosa, en donde solamente jugó 10 partidos con la Sub-20 pero nunca pudo disputar algún partido con el primer equipo.

### Regreso a Zacatecas
Con la salida del arquero titular de Mineros Carlos Velázquez hacia el fútbol chileno, y después de no haber tenido participación importante en Pachuca, Ramírez regreso al Ascenso MX con el cuadro Zacatecano para el torneo Apertura 2016.

## Estadísticas

### Clubes
Actualizado al 26 de octubre de 2022
| Estudiantes Tecos · México           | 2.ª           | 2012-13       | 0  | 0 | 5  | 0 | — | — | 5  | 0 |
| Estudiantes Tecos · México           | 2.ª           | 2013-14       | 1  | 0 | 0  | 0 | — | — | 1  | 0 |
| Estudiantes Tecos · México           | Total club    | Total club    | 1  | 0 | 5  | 0 | 0 | 0 | 6  | 0 |
| Mineros de Zacatecas · México        | 2.ª           | 2014-15       | 0  | 0 | 1  | 0 | — | — | 1  | 0 |
| Mineros de Zacatecas · México        | 2.ª           | 2015          | 1  | 0 | 4  | 0 | — | — | 5  | 0 |
| Mineros de Zacatecas · México        | 2.ª           | 2016-17       | 1  | 0 | 5  | 0 | — | — | 6  | 0 |
| Mineros de Zacatecas · México        | 2.ª           | 2017-18       | 26 | 0 | 1  | 0 | — | — | 27 | 0 |
| Mineros de Zacatecas · México        | Total club    | Total club    | 28 | 0 | 11 | 0 | 0 | 0 | 39 | 0 |
| Mineros de Zacatecas · México        | 2.ª           | 2018-19       | 0  | 0 | 0  | 0 | — | — | 0  | 0 |
| Mineros de Zacatecas · México        | 2.ª           | 2019-20       | 5  | 0 | 3  | 0 | — | — | 8  | 0 |
| Mineros de Zacatecas · México        | 2.ª           | 2021-22       | 25 | 0 | 0  | 0 | — | — | 25 | 0 |
| Mineros de Zacatecas · México        | 2.ª           | 2022-23       | 20 | 0 | 0  | 0 | — | — | 20 | 0 |
| Mineros de Zacatecas · México        | Total club    | Total club    | 50 | 0 | 3  | 0 | 0 | 0 | 53 | 0 |
| Total carrera                        | Total carrera | Total carrera | 79 | 0 | 19 | 0 | 0 | 0 | 98 | 0 |
| (1) Incluye datos de la Copa México. |               |               |    |   |    |   |   |   |    |   |